# Carl Diesch

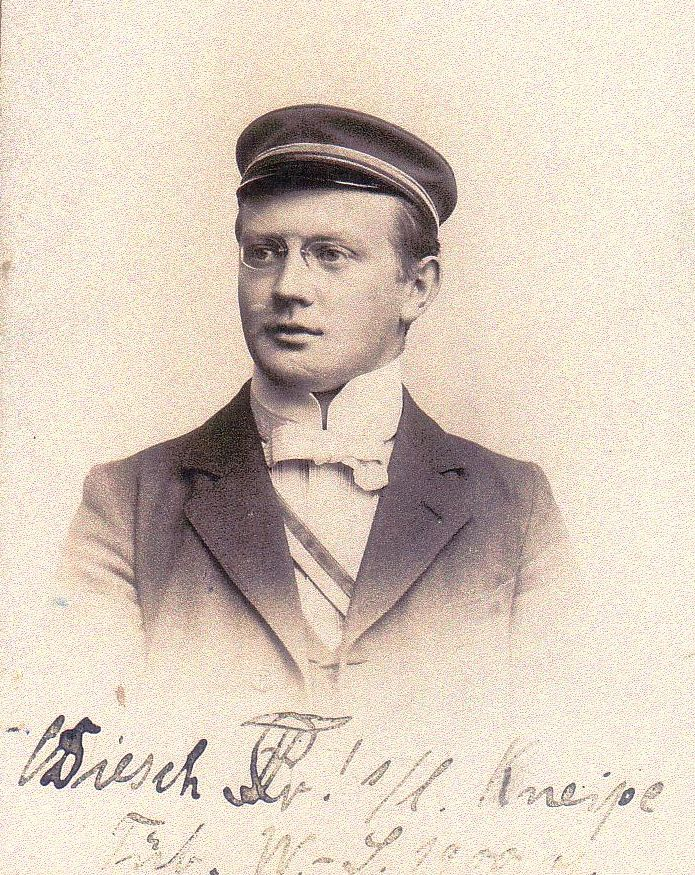
Diesch als Tübinger Franke

Carl Diesch (geboren als Karl Hermann Kaulfuß; * 13. November 1880 in Sorau, Niederlausitz; † 3. Juni 1957 in Leipzig) war ein deutscher Germanist und Bibliotheksdirektor in Berlin, Königsberg i. Pr. und Leipzig.

## Leben

### Kindheit und Studium
Karl Hermann Kaulfuss wurde in Sorau in der brandenburgischen Niederlausitz geboren. Er wurde bald von Hermann Diesch in Altenburg in Thüringen adoptiert. Dort besuchte er das Friedrichsgymnasium. Schöngeistig veranlagt, gehörte er zu einem  Lesezirkel von Schülern, der sich mit Literatur befasste. Seine Mitglieder nannten sich „Ritter vom Geist“ und wählten Diesch zum Großmeister.
Ostern 1900 bezog Carl Diesch die Eberhard Karls Universität Tübingen und studierte dort Germanistik und Neuere Sprachen. 1901 wurde er Mitglied des Corps Franconia Tübingen. Danach wechselte er an die Universität Leipzig, wo er 1905 promovierte. Anschließend war er kurzzeitig in Paris.

### Erste bibliothekarische Tätigkeiten und Weltkriegsteilnahme
Carl Diesch wurde wissenschaftlicher Hilfsarbeiter an einer Bibliothek in Bonn und danach  an der Staats- und Universitätsbibliothek Göttingen. 1909 heiratete er Cläre Hammer, die Tochter eines Geheimen Justizrats aus Altenburg.
1914 wurde er Bibliothekar an der Berliner Stadtbibliothek.
Carl Diesch nahm als Reserveoffizier im Magdeburgischen Feldartillerie-Regiment am Ersten Weltkrieg teil, wurde mehrere Male verwundet und einmal verschüttet. Danach wurde er mit Auszeichnungen entlassen.

### Leitende Ämter in Berlin und Königsberg
1921 wurde Carl Diesch Direktor des Preußischen Gesamtkatalogs in Berlin . 1923 wechselte er an die Bibliothek der Technischen Universität in Berlin, deren Direktor er 1926 wurde.
1927 wurde Carl Diesch zum Direktor der Staats- und Universitätsbibliothek Königsberg berufen. Die Albertus-Universität Königsberg ernannte ihn zum   Honorarprofessor. Er wurde auch der letzte Präsident der traditionsreichen  Königlichen Deutschen Gesellschaft. Carl Diesch war nach 1939 aktiv bei der Plünderung polnischer Bibliotheken nach der deutschen Eroberung des Landes beteiligt.
1945 leitete er eine elfköpfige Gruppe, die versuchte, im Auftrag der Bibliothek wertvolle Objekte aus der Stadt zu retten, die jedoch im Hafen versanken.
Carl Diesch floh mit seiner Frau auf einem Flüchtlingsdampfer nach Schleswig-Holstein. Diese starb jedoch bald danach in Kellinghusen an einer Infektion, die sie sich auf dem überfüllten Schiff zugezogen hatte.

### Zweiter Direktor der Deutschen Bibliothek Leipzig und Lebensende
Carl Diesch  zog 1946 nach Leipzig, wo er Direktor der Kataloge und somit Zweiter Direktor der traditionsreichen Deutschen Bücherei wurde. Er war in dieser Zeit Mitglied der LDP. 1947 wurde er wieder entlassen, da er politisch zu unzuverlässig war. Als Gründe wurden offiziell antisemitischer Äußerungen von ihm aus dem Jahre 1940 genannt.
Danach widmete er sich der Herausgabe der Fortsetzung des Grundrisses zur Geschichte der deutschen Dichtung, von dessen vorbereiteten Forschungen vorheriger Wissenschaftler viele der Manuskripte und Forschungen 1945 verloren gegangen waren.
1956 erlitt er einen Schlaganfall, an dessen Folgen er im darauffolgenden Jahr starb.

### Charakterisierung
Carl Diesch war ein kleiner und schmächtiger Mann. Er hatte aber ein phänomenales Gedächtnis und konnte ganze Gesänge aus dem Cyrano de Bergerac (Rostand) auswendig vortragen.

## Publikationen (Auswahl)
Autor
- Die Inszenierung des deutschen Dramas an der Wende des sechzehnten und siebzehnten Jahrhunderts, Dissertation, Leipzig 1905
- Deutsche Dichtung im Strome deutschen Lebens: Eine Literaturgeschichte. Voigtländer, Leipzig 1921.
- Bibliographie der Germanistischen Zeitschriften. Hiersemann, Leipzig 1927
- Crotus Rubeanus im Dienste Herzog Albrechts, 1929.
- Die Königsberger Stadtbibliothek, 1930.
- Friedrich Schinkel und der Bau der Königsberger Universität, 1933.
- Fürst Boguslaw Radziwill und seine Bücherschenkung an die Königsberger Schloßbibliothek, 1937.
- Der Goedeke. Werdegang eines wissenschaftlichen Unternehmens. Ehlermann, Dresden 1941.
- Welt und Geist im Goethewort, 1949, über Goetheforscher Theodor Friedrich
- Johann Georg Scheffner, in: Kurt Forstreuter, Fritz Gause (Hg.) Altpreußische Biographie, Bd. 2, (1956?) S. 600 f.

Herausgeber
- Grundriss zur Geschichte der deutschen Dichtung [begründet] von Karl Goedeke. XI. Band. 1951 (der 2. Halbband war auch von ihm vorbereitet worden, aber nicht mehr von ihm herausgegeben)